# 2020年日本補選
2020年日本補選，是指2020年日本參眾兩院的補選。本年將進行一個眾議院選舉區的補選。

## 概要
補選會在每年4月或者10月舉行，參眾兩院剩餘任期時間不到一年時會直接空缺。
當前任期補選的最後期限是
- 第24屆參議院通常選舉是2021年（令和3年）9月15日（2021年10月的選舉）
- 第25屆參議院通常選舉是2024年（令和6年）9月15日（2024年10月的選舉）

如果有空缺，將舉行補選。
2020年6月18日，日本參議院廣島縣選舉區的選舉違規發生的事件中，河井案里、河井克行夫婦被逮捕，在某些情況下，這對夫妻的接下來各種可能性，包括當選無效在內，將可能觸發補選，但是未舉行。
由於3月16至9月15日沒有任何議員出缺，包含廣島縣，因此10月不進行補選。

## 4月補選

### 補選概說
- 告示日：2020年（令和2年）4月14日
- 投票日：2020年（令和2年）4月26日
- 選舉区：眾議院静岡縣第4区
- 選舉事由：望月義夫（自由民主党）於2019年12月19日離世[2]

#### 補選概要
已知以下候選人將參選
- 深澤陽一，自由民主黨
- 田中健，保護國民免受NHK傷害黨
- 島津幸廣

#### 補選結果
當日選舉：323,365人　最終投票率：34.10%（與前回比較：-19.62%）
這次補選有2名「田中健」投入，由於日本選票採書寫式投票，造成按分票3708票無法區別是給哪位田中健。
深澤陽一以66,881票勝選。